# アットゲームズ
アットゲームズ（アルファベット表記 @games）は株式会社ジークレストより2006年から2020年まで運営されていたオンラインゲームコミュニティサイト。

## 概要
サイト内ではFlashプログラムを用いた動くアバター「セルフィ」での行動を行うのが特徴。プレイヤー同士の交流はセルフィを通じたアバターチャットが基本となり、トランプやクイズなどの一部ゲームではセルフィでコミュニケーションを取りつつゲームをプレイする形式となっている。従来はセルフィを着せ変える服を手に入れるために「Gコイン」というゲーム内通貨の購入が必要となっていたが、2009年より「ぐっせる」というポイントを貯めることで交換出来る無料の服も登場した。セルピットというペットを飼育する事もできる。
ゲームコンテンツはフラッシュゲームの「ひとりでゲーム」と元々スマホ用のゲームでPC版Google Chromeで遊べるようになった「ポケットランド」の二種類に大別される。かつてオンラインゲームとして『トリックスター』（2012年7月18日にゲームポットへ移管）、『バルビレッジ』、『競馬伝説Live!』等ジークレストが開発するもののほか、『スカッとゴルフ パンヤ』、『ハルカ -WONG-YI's stories-』、『ファンタテニス』、『トキメキファンタジー ラテール』等、他社によるものも提供されていたが、2014年6月以降すべてサービスが終了した。
Adobe社の提供している「Flash」の開発およびサポートの終了に伴い、Flashゲームポータルであるアットゲームズについても2020年12月1日12:00（メンテナンス開始時）をもってサービスを終了することを発表。同社の『ポケットランド』で使用している技術等（HTML5）で「Flash」の表示を再現できないか検討していたが、現在の技術でそれを実現することが非常に困難だったための決定としている。
アットゲームズ終了後も、『ポケットランド』へは同じアカウントのままログインでき、前景交換所など一部機能が移行されている。

## 沿革
- 2006年 - ベータサービス開始
- 2008年11月 - WebMoney Award 2008を受賞[3]
- 2009年5月8日 - Cafestaの閉鎖に伴う、アットゲームズへの移行キャンペーン実施[4]
- 2009年8月 - 「ガチャ＠セルフィ」にて可動整形を初めて販売
- 2009年11月 - アットゲームズの英語版サイト「TinierMe」リリース[5]
- 2009年12月11日 - 「プチコイン」から「ぐっせる」に変更
- 2010年3月30日 - オートログイン機能搭載
- 2012年8月21日 - 「ガチャ＠セルフィ」にてミニチュアセルフィの可動人形を初めて販売
- 2012年12月10日 - アットゲームズの英語版サイト「TinierMe」閉鎖
- 2013年6月25日 - スマートデバイス版「ポケットランド」のサービス開始
- 2014年6月 - オンラインゲームのサービス終了
- 2015年6月23日 - PC版ポケットランド、サービス開始
- 2015年6月30日 - 「占いの館」のサービス終了
- 2015年7月31日 - クイズ　セルフィマスター、ちょこっとクエスト、ドレスアップサマナー、セルフィれすとらん、対戦ゲーム（大富豪・七ならべ・ババぬき）、今週のミニゲーム大会のサービス終了
- 2015年12月3日 - 「セルフィストーリア」のサービス終了
- 2016年2月23日 - 「セルフィタウン　テーマエリア」、「お花畑」、「ゲームセンター」、ぐっせる集めのアルバイト、サウンドシールのサービス終了[6]
- 2017年3月31日 - フレンド・日記・アルバムを含む、SNS機能を廃止
- 2019年12月中旬 - アイテム覚醒ループイベントの常設開催
- 2020年2月28日 - ガチャ＠セルフィ、ぐっせるガチャ、ガチャスクラッチの追加・更新を終了。新規アカウント登録を終了
- 2020年4月中旬 - Gコイン販売終了
- 2020年12月1日 - サービス終了

## メンテナンス
メンテナンスは基本的に毎週火・金曜日の12:00 - 14:30(JST)に行われる。この間はログイン、ゲームのプレイ等が一切できない。新コンテンツ開始前などは12:00 - 15:00と時間が延長されたり、予定より早くログインできるようになる場合もある。ログインできるようになった際には@gamesのtwitterアカウントに更新がある。

## 販売
アイテム（セルフィの衣装・マイルームのインテリア・セルピットの衣装）は、主にショップやガチャ、イベントなどで購入する事ができる。ショップでは独自のブランド品などを購入できる。ガチャはリトルスター（150Gコイン）・ツインスター（350Gコイン）、または特別価格などがある。ガチャは回数によって特典が付与されたり、5回（または10回）まとめて回すことでボーナスアイテムが付与されたりする。ガチャアイテムはアイテムのクオリティが高かったり、更新頻度が高かったりすることもあり、ショップアイテムより人気を博している。
また、トレード機能も搭載されており、アイテムの送料を負担すればユーザー間でのアイテム交換も可能。出品するアイテムがなくても、送料と別途登録料を払えばGコインで買い取ったり、出品する事もできる。アイテムウォッチ機能も付いている。
それ以外に、ユーザーが自発的に交換サークルなどを立ち上げ、交換相手を募集する場合もある。
以前はプレゼント機能で取引していた為、アイテムの詐取などが多発していたが、交換BOXが登場した事で比較的安全に取引する事が可能になった。

## 主なゲーム

### フラッシュゲーム
- あいまい間違い探し
- アメーバ
- ポイ
- ぷちぷち
- クリックス
- フルーツショップ
- スワップヘキサ
- フォレストストーリー
- 右脳ショック
- ナンバリング
- 電算マニア
- アニマルクエスト
- アイサツワールド
- メイドウォーズ
- ブロックバスター
- 土用丑
- セルフィスタジアム
- チューチューパニック
- ウォーターボム
- 消毒ナースナオミちゃん
- スーパーリフティング
- アクアミッション
- 美人は重いよ
- 魔女の持ち物整理
- ポイ
- アメーバ
- クリックス

## メディアミックス
50音順に記載する。

### テレビ・芸能人
テレビ番組
- きらきら研修医 - アットゲームズ初のタイアップ。

歌手
- GRANRODEO - 本人とチャットできるイベントが開催された。
- 倖田來未 - 楽曲投票を実施。
- はいだしょうこ - 絵心がないところを利用し、はいだが描いたココロのTシャツを頒布した。
- LUNA SEA - 東京ドーム公演のライブチケットプレゼントが行われた。

声優
- 花江夏樹 - 花江のボイスをヒントに新たに登場するキャラクターの見た目を予想するキャンペーン。

### アニメ・ゲーム
- アイドルマスターシリーズ
- カーニヴァル
- 黒子のバスケ
- 黒執事II
- 最遊記外伝
- STEINS;GATE
- SHOW BY ROCK!!
- 神撃のバハムート
- スーパーダンガンロンパ2 さよなら絶望学園 - 第1作『ダンガンロンパ 希望の学園と絶望の高校生』のキャラクターは登場せず。
- スレイヤーズREVOLUTION
- デュラララ!! - 「あなたの答えはどっちでショー」を開催。
- とある魔術の禁書目録II
- にゃんぱいあ The Animation
- バカとテストと召喚獣
- 鋼の錬金術師 FULLMETAL ALCHEMIST
- Fate/Zero
- フラクタル
- BLOOD-C
- Axis powers ヘタリア - キャンプファイヤーイベントも開催。
- ポケットランド
- 魔法少女まどか☆マギカ

#### 乙女ゲーム
オンラインゲームサイトでは珍しく女性の割合が高く、乙女ゲームとのコラボレーションが多い。
- AMNESIA
- うたの☆プリンスさまっ♪ - 大変人気が高く、何度か期間延長を実施している。また、うたプリセルフィのプライズが発売された。ドレスアップサマナーのうたプリ版「コーディネート☆ステージ」を開催。
- Starry☆Sky
- 薄桜鬼 〜新選組奇譚〜 - 薄桜鬼のテーマエリアを開設した。
- ボーイフレンド（仮）

### その他
- オルビス - アットゲームズ上のキャンペーンページからオルビスの特定の商品を買うと限定のポーズアイテムと300Gコインが貰えた。
- グル〜ミ〜 - セルフィッシングでも登場した。
- SNOW MIKU 2014 - 2014年度の雪ミクの衣装が販売。また、鏡音リン・レン、巡音ルカ、MEIKO、KAITOの動物化した衣装も販売。雪ミクの限定アイテムがもらえるイベントも開催。
- ディズニー、ディズニープリンセス - ガチャ@セルフィのほかに、セルフィれすとらんのガチャにも登場。
- 初音ミク - KarenTのジャケットを集めるイベントを開催。また、セルフィ衣装では派生キャラクーやPVに登場する衣装も販売された。
- ハローキティといっしょ! - 書き下ろしキャラクター「グレイス・J・ディーンスト」「K.T.」「ナディ＝μ＝ティア」が登場している。
- バンタンゲームアカデミー - 生徒がデザインしたセルフィアイテムの販売。
- ピアプロ - セルフィタウン内にて使用できるアバター衣装と、ゲーム内で流れる楽曲を募集。
- PPPのピクシブたん - ログインすると1日に1つずつアバターアイテムや、無料通貨をプレゼント。
- マイメロディ - クロミのセルフィアイテムも登場している。
- ミカグラ学園組曲

## 関連人物
- 長沢潔 - ジークレスト代表取締役
- 末光晴人 - アットゲームズプロデューサー。アットゲームズ関連のインタビューにたびたび登場する。競馬伝説のプロデューサー開発者でもある。
- 阿部望 - 公式資料集に記載。セルピット絵本ページに阿部の名前が見られる。セルフィ、セルピット、こえペタの開発者
- 内山勉 - アシスタントディレクター　セルフィッシング開発者
- 尾方茂生 - 公式資料集に名前が記載。セルフィデザイナー。オガタスズオトはデザイナーネーム。アットゲームズ公式資料集で山下さんを描いている。
- miyaga - セルフィデザイナー。アットゲームズ公式資料集でフォッケさんを描いている。
- 宇井梓 - 公式資料集に名前が記載。セルフィ、セルピットのデザイナー。ココロの生みの親
- 原田たけひと - 「魔界戦記ディスガイア」シリーズで活躍するイラストレーター、セルフィの基本デザインを担当。
- 葉賀ユイ - 「ロッテのおもちゃ!」「バカとテストと召喚獣」等で活躍する漫画家、原田たけひとと共にセルフィのデザインを担当。
- 伊藤和司 - アットゲームズ BGアートディレクター。「ハローキティといっしょ!」にてグレイス・J・ディーンストをデザインしている。
- 9u6o - セルフィメインデザイナー。@games基幹デザイン他「グル～ミ～」「初音ミク」「ヘタリア」等人気タイアップ作品を多数制作。「ハローキティといっしょ!」ではK.T.をデザインしている。
- m/g - セルフィメインデザイナー。「Starry☆Sky」「ハローキティといっしょ!」等人気タイアップ作品を多数制作。「ハローキティといっしょ!」ではナディ＝μ＝ティアをデザインしている。

## 運営が中止されたゲーム
- クリスタルボーダー
- ビーストマスター
- コーデ×コーデ
- オンラインゲーム
- 魔法の森のだいぼうけん
- 占いの館
- 対戦ゲーム（大富豪・七ならべ・ババぬき）
- クイズ セルフィマスター
- セルフィれすとらん
- ちょこっとクエスト
- 対戦ゲーム
- ドレスアップサマナー
- セルフィストーリア

## @gamesでの騒動･疑惑
- 2011年5月13日 セミプロ作品からのデザイン盗用が発覚、lovely tea partyガチャの販売が停止[7]
- 2011年7月8日 トレードページにて特定ユーザーの情報がまた漏洩
- 2011年7月26日 魔法の森のだいぼうけんで誤クリックを誘発、意図しないGコイン消費をする被害者が続出
- 2011年10月28〜31日 ガチャ＠セルフィ「ヘタリア」第4弾にフィンランドの髪型が入ってなかったことが発覚 [8]
- 2012年2月21日 mixi版セルフィれすとらん及び、mixi版・@games版コーデ×コーデの終了が告知
- 2012年2月25日 イベント「カラフルボックス」にてふしぎな絵の具の青と赤を入れ忘れ、販売が停止[9]
- 2012年6月8日 ゲーセンの特典アイテムがランボルギーニ社製品に類似していると販売者から連絡[10]
- 2012年9月27日 他社製MMORPGのアバターの盗用が発覚、エルフェン・ストーリアガチャの販売が停止[11]
- 2013年6月18日 Gコイン購入特典アイテムが某アクセサリーソフトのキャラクターに類似、配布停止

## 関連会社
- ジークレスト
- 草薙

## 参考資料
1. ↑  【重要】オンラインゲームのサービス終了について - ウェイバックマシン（2014年8月21日アーカイブ分）
2. ↑  重要なお知らせ アットゲームズについて大切なお知らせ - ウェイバックマシン（2020年11月4日アーカイブ分）
3. ↑  WebMoney Award 2008
4. ↑  SNS「Cafesta」がサービス終了。ジークレストに事業譲渡
5. ↑  COMPANY PROFILE - ジークレスト英語版サイト
6. ↑  【重要】一部機能およびキャンペーンの終了につきまして
7. ↑  【重要】一部ガチャ＠セルフィの販売・キャンペーン終了のお知らせ
8. ↑  【重要】ガチャ＠セルフィ「ヘタリア」第4弾アイテム「フィンランドの髪型」のシステム不具合に関する対応とお詫びについて
9. ↑  【重要】イベント「カラフルボックス」で発生していた問題について
10. ↑  【重要】ゲームセンターキャンペーンで発生していた問題について
11. ↑  【重要】一部ガチャ＠セルフィの販売・キャンペーン終了のお知らせ